# Сидар-Парк (Техас)
Сидар-Парк (англ. Cedar Park) — город в США, является одним из пригородов Остина в штате Техас. Город находится приблизительно в 25 киломертах к северо-западу от центра Остина. По данным переписи за 2010 год число жителей составляло 48 937 человек, по оценке Бюро переписи США в 2019 году в городе проживало 74 814 человек.

## История

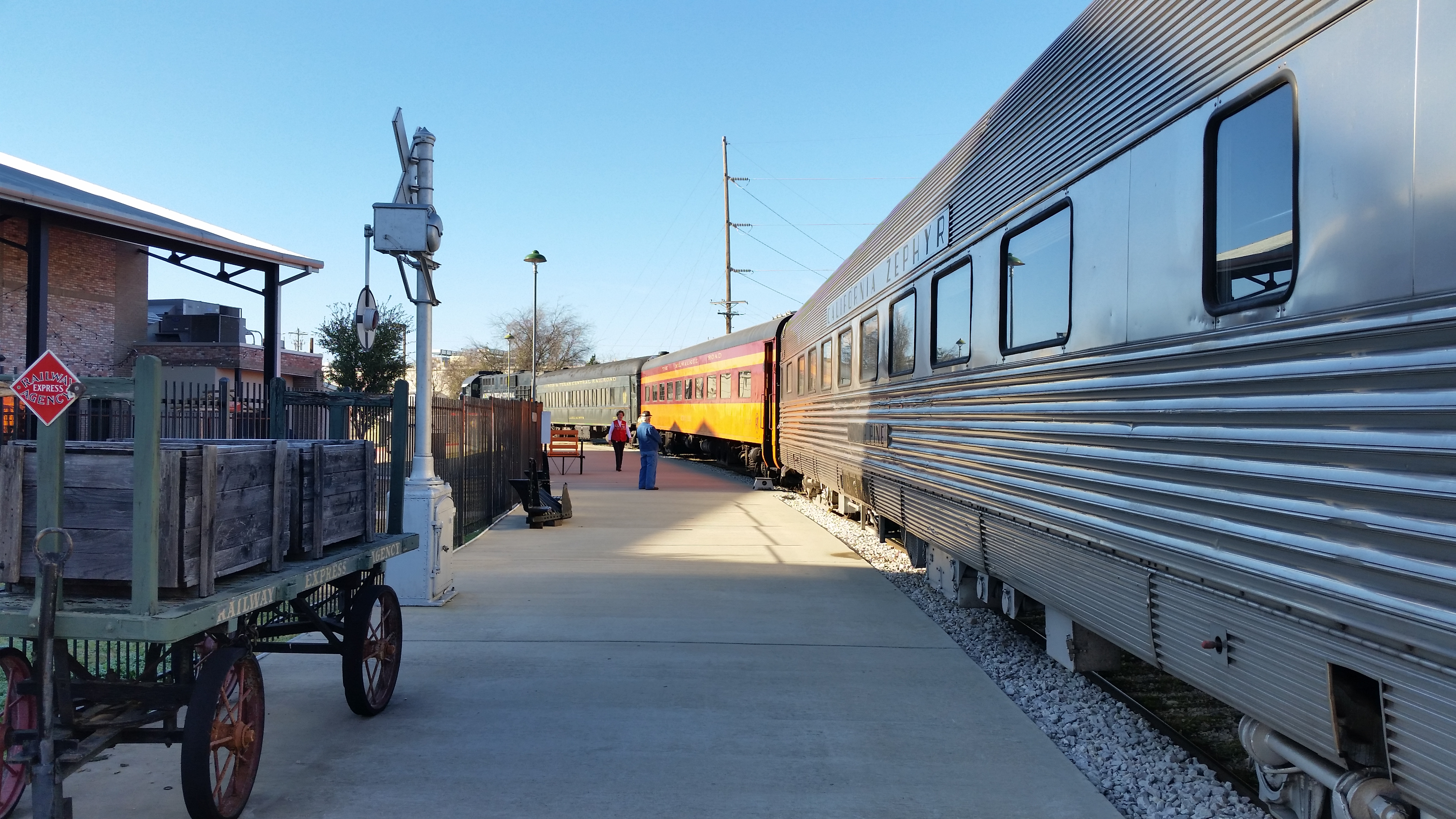
Депо в Сидар-Парке, Техас

До прибытия в XIX веке европейских поселенцев район Сидар-Парка населяли индейские племена, в том числе тонкава, липаны и команчи. Археологические раскопки на сайте Уилсон-Леонард в районе города в 1983 году позволили обнаружить признаки постоянного проживания людей с 8000 года до н. э.
В середине XIX века территория носила название Раннин-Браши (англ. Running Brushy). Название произошло от источника, образовавшего одноименный ручей. В 1873 году Джордж и Харриет Клак, перегонщики скота по тропе Чисхолм, купили землю, на которой располагался ручей. Вокруг ранчо Клаков стало формироваться поселение, ставшее позже Сидар-Парком. В 1874 году в поселении открылось почтовое отделение.
В 1882 году через территорию ранчо прошла железная дорога Austin and Northwestern Railroad. Частью сделки стала ветка у поселению, которое переименовали Брюггерхофф в честь должностного лица железнодорожной компании. В 1887 году Эммет Клак (сын Джорджа и Харриет) изменил название поселения на Сидар-Парк. В 1892 году рядом с железнодорожным вокзалом был построен парк, ставший местом для сбора горожан. Остинцы ездили на поезде до Сидар-парка, чтобы совершить однодневную поездку в парк. Основной продукцией с 1890-х годов стали строительный известняк и сваи для заборов.
Сидар-парк мало изменился до 1950-х и 1960-х годов, когда начали строиться жилые единицы, чему способствовал рост соседнего Остина. 24 февраля 1973 года жители Сидар-Парка проголосовали за введения местного самоуправления. В 1979 году городской совет одобрил создание библиотеки.
27 мая 1997 года на город обрушился разрушительный торнадо категории F3 ставим одним из 20 подтвержденных торнадо, произошедших во время вспышки торнадо в центральном Техасе. Он разрушил центральную часть города, убив одного человека и разрушив продуктовый магазин Albertson, в котором в тот момент находились люди.
Крупные розничные магазины начали появляться в городе в 2002 году, когда открылся Walmart. Кроме того, в городе открыты Super Target, Costco, продуктовые магазины Whole Foods, Randalls, Sprouts Farmers Market, несколько магазинов H-E-B, спортивный магазин Academy Sports and Outdoors.
В декабре 2007 года открылся региональный медицинский центр Сидар-Парка, ставший первым крупным медицинским госпиталем в городе.
В 2020 году Бюро переписи населения США назвало Сидар-Парк седьмым в списке самых быстрорастущих крупных городов в США.
4 апреля 2016 года власти объявили конкурс на разработку дизайна официального флага города. Жители должны были до 30 апреля представить свои проекты. 9 декабря 2016 года власти Сидар-Парка представили победивший дизайн. Новый флаг вызвал неоднозначную реакцию у горожан и был отправлен на доработку.
В городе находится дуб «Наследие», величественное 400-летнее дерево, которое ежегодно на рождество украшают гирляндами в более 30 000 огней. Его высота составляет 57 футов, а ширина — 80 футов.

## География
Сидар-Парк расположен в округе Уильямсон, хотя небольшая часть простирается до округа Травис. Координаты Сидар-Парка: 30°30′37″ с. ш. 97°49′11″ з. д.. 
По данным Бюро переписи населения США, город имеет общую площадь 66,6 км2, из которых 66,1 км2 занято сушей, а 0,5 км2 — водная поверхность.
Город разделён пополам с севера на юг автомагистралью 183 США. Обходной маршрут, платная дорога 183A открытая 15 марта 2007 года, также проходит через Сидар-Парк. Основными трассами, проходящими с востока на запад являются дороги RM-1431 (Whitestone boulevard),  Cypress Creek road и Brushy Creek road.

## Демография
Согласно переписи населения 2010 года в городе проживало 48 937 человек, было 17 817 домохозяйств и 12 926 семей. Расовый состав города: 81,4 % — белые, 4,3 % — афроамериканцы, 0,5 % — коренные жители США, 5,1 % — азиаты, 0,1 % (43 человека) — жители Гавайев или Океании, 5,3 % — другие расы, 3,4 % — две и более расы. Число испаноязычных жителей любых рас составило 19 %.
Из 17 817 домохозяйств, в 45,7 % живут дети младше 18 лет. 56,6 % домохозяйств представляли собой совместно проживающие супружеские пары (33,6 % с детьми младше 18 лет), в 11,7 % домохозяйств женщины проживали без мужей, в 4,3 % домохозяйств мужчины проживали без жён, 27,5 % домохозяйств не являлись семьями. В 21,4 % домохозяйств проживал только один человек, 4,9 % составляли одинокие пожилые люди (старше 65 лет). Средний размер домохозяйства составлял 2,74 человека. Средний размер семьи — 3,22 человека.
Население города по возрастному диапазону распределилось следующим образом: 32,8 % — жители младше 20 лет, 29,8 % находятся в возрасте от 20 до 39, 30,7 % — от 40 до 64, 6,7 % — 65 лет и старше. Средний возраст составляет 33,4 года.
Согласно данным пятилетнего опроса 2018 года, средний доход домохозяйства в Баллинджере составляет 104 019 долларов США в год, средний доход семьи — 115 476 долларов. Доход на душу населения в городе составляет 41 596 долларов. Около 3,9 % семей и 4,8 % населения находятся за чертой бедности. В том числе 5,4 % в возрасте до 18 лет и 7,1 % в возрасте 65 и старше.

## Местное управление
Система местного управления появилась в Сидар-Парке в 1973 году. Городской совет Сидар-Парка состоит из семи членов, избираемых сроком на два года. Мэр и три члена совета избираются по чётным годам, остальные члены совета избираются в нечётные годы.
Сидар-Парк представлен в Палате представителей Техаса демократом Джоном Бьюси III. В сенате штата Техас город представлен республиканцем Чарльзом Швертнером. В Палате представителей США город представлен республиканцем Джоном Картером.

## Спорт
В Сидар-Парке базируется команда Американской хоккейной лиги «Техас Старз» (англ. Texas Stars), фарм-клуб команды НХЛ «Даллас Старз», а также баскетбольная команда Джи-Лиги НБА «Остин Спёрс» (англ. Austin Spurs), фарм-клуб команды НБА «Сан-Антонио Спёрс». Обе играют домашние игры на арене H-E-B Center at Cedar Park.
В городе также располагается скейт-парк площадью около 1400 квадратных метров.

## Образование
Большая часть Сидар-Парка обслуживается независимым школьным округом Леандер, в черте города располагаются старшая школа Сидар-Парк (англ. Cedar Park High School) и средняя школа Виста-Ридж (англ. Vista Ridge Middle School). Команда старшей школы по американскому футболу выиграла свой первый чемпионат штата по футболу 21 декабря 2012 года. В 2015 году школе покорилось уникальное достижение, она до сих пор единственная в Техасе, которой удалось выиграть как в футболе, так и в соревнованиях марширующих оркестров, выступающих на американском футболе.
Часть южных и восточных кварталов города обслуживается независимым школьным округом Раунд-Рок.
В Сидер-Парке располагается кампус Cypress Creek общественного колледжа Остина, территория филиала была значительно расширена в 2007 году, чтобы соответствовать потребностям растущего населения региона.
В городе также находится штаб-квартира Ассоциации психологов Техаса.

## Центр H-E-B в Сидар-Парке
Центр H-E-B в Сидар-Парке (ранее известный как Сидар-Парк Центр) был завершен в 2009 году и в нём проводится множество развлекательных мероприятий. Первым мероприятием в центре было выступление Джорджа Стрейта 25 сентября 2009 года. В центре H-E-B выступают команда Американской Хоккейной Лиги «Техас Старз» и команда баскетбольной Джи-Лиги «Остин Спёрс».

## Внешние ссылки
- История штата Техас в округе Уильямсон: Сидар-Парк
- Сидар-Парк, штат Техас на сайте Бюро переписи США